# Coleothorpa seminuda
Coleothorpa seminuda är en skalbaggsart som först beskrevs av Horn 1892.  Coleothorpa seminuda ingår i släktet Coleothorpa och familjen bladbaggar. Inga underarter finns listade i Catalogue of Life.